# Bobo Boloko
Dieudonné Bobo Boloko Bolumbu est un entrepreneur et homme politique de la République démocratique du Congo. Il est le gouverneur de la province de l'Équateur.

## Biographie

### Carrière Politique
Membre du Parti du peuple pour la reconstruction et la democratie, il est élu gouverneur de l'equateur pour le compte de la majorité présidentielle (MP) en 2019.
En 2022 il quitte le PPRD de Joseph Kabila et adhère à l'UDPS de Tshisekedi. Dans le but d’accompagner la vision du chef de l’État, Félix Tshisekedi, le gouverneur Bobo Boloko a fait son adhésion au sein de l’UDPS et promet de donner la majorité parlementaire au président de la République en 2023,.
Le 25 Mai 2024, il est réélu Gouverneur de la province de l’Equateur.
BOBO BOLOKO BOLUMBU est élu pour la seconde fois comme gouverneur de l'équateur.